# 국제 복싱 연맹
국제 복싱 연맹(國際―聯盟, International Boxing Federation; IBF)은 WBA, WBC, WBO와 함께 IBHOF에 의해 인가 받은 세계 4대 메이저 복싱 연맹 중 하나이다. WBA와 WBC 다음으로 긴 역사를 갖고 있어 이들과 함께 세계 3대 메이저 복싱 연맹으로 꼽히기도 한다.

## 역사

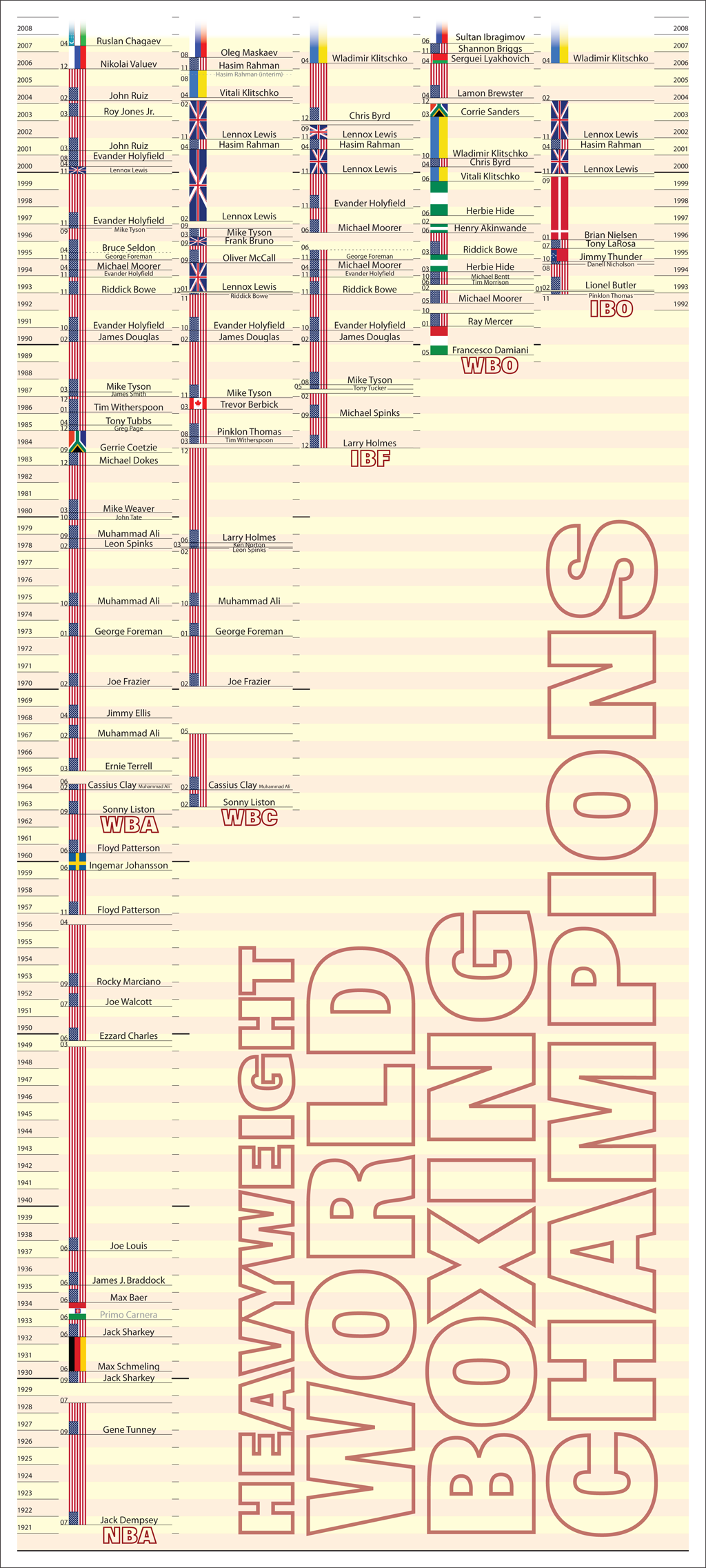
1920년 이래 세계 5대 복싱 협회의 헤비급 챔피언을 나타낸 도표.

IBF의 전신은 미국 복싱 연맹(USBA)이다. USBA는 북미 복싱 연맹(NABF), 북미 복싱 평의회(NABC), 북미 복싱 협회(NABA)와 같이 북미 지역 복싱 대회를 주관하는 지역 복싱 단체의 하나였다. 1983년 푸에르토 리코에서 개최된 WBA 연례 정기 총회에서 신임 회장 선거가 진행되었는데, 여기에 출마한 USBA 회장 밥 리(Bob Lee)가 길베르토 멘도사(Gilberto Mendoza)에게 패해 당선에 실패했다. 그러자 밥 리를 비롯한 일부가 선거 직후 총회 참여를 중단한 뒤 새로운 세계 복싱 기구의 창설을 결의하였다. 이렇게 구성된 단체의 최초 명칭은 USBA 인터내셔널(USBA-International)이었으며, 본부는 기존 USBA와 같은 뉴저지주에 두었다.
IBF의 초대 챔피언은 마빈 캐멜로, 전 WBC 라이트 헤비급 챔피언이었던 그는 IBF에서도 같은 체급에서 챔피언이 되었다. 그러나 창설 첫 해의 IBF는 체급별 챔피언이 대부분 공석으로 남아 있어 아직 활동이 불문명한 상태였다. 1984년 IBF는 이미 다른 복싱 단체의 챔피언에 올라 있었던 래리 홈스, 아론 프라이어, 마빈 해글러, 도널드 커리를 IBF 세계 챔피언으로 인정하기로 결정했다.특히 홈스의 경우 그가 기존에 보유하고 있던 WBC 타이틀을 포기하고 IBF로 넘어온 경우였다. 이를 계기로 IBF는 WBA와 WBC를 잇는 세 번째 공식 복싱 단체로 그 위치를 인정받을 수 있게 되었다.
이 시기부터 IBF는 세계적으로 비중있는 경기와 챔피언 타이틀을 주관하게 되었다. 예를 들어, 펠릭스 트리니다드는 1993년부터 2000년까지 IBF 웰터급 챔피언을 지냈으며, 이것은 역대 IBF 챔피언 중 가장 긴 기록의 하나였다.
1999년 회장 밥 리가 랭킹 조작과 관련된 부정 축재 및 금품 수수 혐의로 유죄 판결을 받으면서 IBF는 그 명성에 큰 상처를 입었다. 그의 뒤를 이어 히아와타 나이트가 세계 복싱 단체 역사상 최초의 여자 회장으로 취임했으며, 2001년에는 마리안 무하마드가 새로운 회장이 되었다. 연맹은 밥 리의 부정으로 인해 2004년 9월까지 미 연방 당국의 조사를 받았다. 현재 IBF는 세계 3대 복싱 단체로 인정받고 있다.

## 일본과의 관계
복싱이 행해지는 모든 국가가 IBF를 공식적으로 인정하지만, 일본은 예외적으로 IBF를 인정하지 않았다. 이것은 과거 일본의 일부 복싱 관계자들과 IBF 간에 불미스런 경험이 있었던 데에 기인한다. 이 때문에 일본 출신의 세계 챔피언과 통합 타이틀전을 성사시키는 것은 매우 어려우며, 특히 다른 한 선수가 IBF 또는 WBO 챔피언일 경우에는 더욱 그렇다 최근 일본은WBO,IBF위상이 WBA,WBC 못지않게 커지자 두기구를
인정하고 2012,2013년 순차적으로 두기구에 가입후
챔피언전을 치르고 있다